# Gemeentelijke herindelingsverkiezingen in Nederland 2020
De gemeentelijke herindelingsverkiezingen in Nederland van 2020 waren tussentijdse verkiezingen voor een gemeenteraad in Nederland die gehouden werden op 18 november 2020.
De verkiezingen werden gehouden in zeven gemeenten die betrokken waren bij een herindelingsoperatie die op 1 januari 2021 werd doorgevoerd.
De volgende gemeenten waren bij deze verkiezingen betrokken: 
- de gemeenten Appingedam, Delfzijl en Loppersum: samenvoeging tot een nieuwe gemeente Eemsdelta.[1]
- de gemeenten Boxtel, Haaren, Oisterwijk en Vught: Haaren werd opgeheven; het grondgebied werd toegevoegd aan de gemeenten Boxtel, Oisterwijk, Tilburg en Vught.[2] Omdat Biezenmortel, een onderdeel van Haaren, middels een grenscorrectie aan Tilburg werd toegevoegd vonden in Tilburg geen herindelingsverkiezingen plaats. Biezenmortel werd bij Tilburg gevoegd, Haaren bij Oisterwijk, Helvoirt bij Vught en Esch bij Boxtel.[3]

In de gemeenten Boxtel, Eemsdelta, Oisterwijk en Vught zijn de reguliere gemeenteraadsverkiezingen van 16 maart 2022 niet gehouden.
Door deze herindelingen daalde het aantal gemeenten in Nederland van 355 naar 352. 